# 小行星6539
小行星6539（英語：6539 Nohavica）是一颗围绕太阳公转的小行星。1982年8月19日，茲丹卡·瓦弗洛娃在克列特发现了此天体。
这颗小行星的绝对星等为23.99836等。